# West Side Story (film, 1961)
Americký filmový muzikál West Side Story je filmová podoba stejnojmenného divadelního muzikálu Leonarda Bernsteina a Stephena Sondheima z roku 1961 režisérů Jerome Robbinse a Roberta Wise. Film vychází ze stejnojmenného broadwayského divadelního představení a byl natočen na širokoúhlý filmový formát v systému Super Panavision 70. I když se filmový děj odehrává v New Yorku, snímek byl v převážné míře natočen v Los Angeles. Jeho světová premiéra proběhla 18. října 1961. Písně a hudba z filmu byly také vydány na gramofonových deskách.
V hlavních rolích se objevili Natalie Woodová (její zpěv byl dabován zpěvačkou Marni Nixonovou), Russ Tamblyn, Rita Moreno, George Chakiris, Simon Oakland, John Astin, režírovali jej Jerome Robbins, Robert Wise. Film získal 10 Oscarů z 11 nominací celkem, cenu získal i za nejlepší film.
Děj filmu sice plně vychází z původní jevištní podoby díla, oproti divadelní verzi byla jeho filmová podoba ale mírně upravena a obsahuje celou řadu větších či menších rozdílů.

## Obsazení
- Natalie Wood – Maria, Bernardova mladší sestra
- Richard Beymer – Tony
- Russ Tamblyn – Riff, vůdce Tryskáčů, nejlepší přítel Tonyho
- Rita Moreno – Anita, Bernardovo děvče
- George Chakiris – Bernardo, vůdce Žraloků
- Simon Oakland – poručík Schrank, policista
- Ned Glass – Doc, prodavač
- William Bramley – Krupke, policista, asistent poručíka Schranka
- John Astin – Glad Hand, sociální pracovník
- Penny Santon – Madam Lucia